# Holcus notarisii
Holcus notarisii là một loài thực vật có hoa trong họ Hòa thảo. Loài này được Nyman mô tả khoa học đầu tiên năm 1855.